# Retrato de Ramón Gómez de la Serna (pintura cubista)

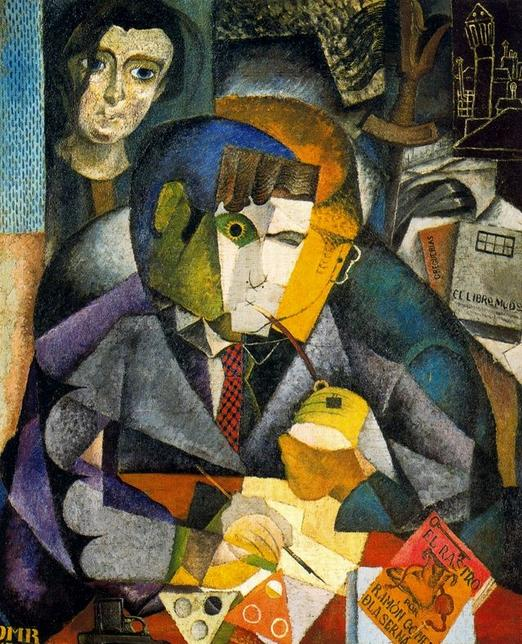
Retrato de Ramón Gómez de la Serna, por Diego Rivera

El Retrato de Ramón Gómez de la Serna en estilo cubista es una pintura realizada por el artista plástico mexicano Diego Rivera sobre el escritor español Ramón Gómez de la Serna. 
Fue pintado en 1915, en técnica óleo sobre tela, su medida es 109,6 x 90,2 cm y está expuesto en el museo MALBA-Fundación Constantini.
La figura, en el centro de la composición, se muestra fragmentada en varios planos de colores y es representada desde diferentes focos conceptuales. 